# Grand Prix Formule 1 van Japan 1997
De Grand Prix Formule 1 van Japan 1997 werd gehouden op 12 oktober 1997 op Suzuka.

## Vooraf aan de race
Jacques Villeneuve was in de vrije training niet van zijn gas gegaan toen er gele vlaggen hingen,  iets wat de Canadees al vaker had gedaan dat seizoen en daarvoor had hij nog een voorwaardelijke straf  lopen.
Dit betekende dat hij uitgesloten zou worden voor de race.  
Williams ging in beroep tegen deze straf, waardoor Villeneuve toch aan de race mocht deelnemen,  maar in afwachting op de uitspraak in deze zaak was het onzeker of hij de punten behaald in deze race zou mogen houden.
Villeneuve zette zijn Williams op pole-position en wanneer hij zijn punten zou mogen behouden was het zaak om in de punten en voor Michael Schumacher te eindigen  zodat hij wereldkampioen zou worden.

## De race
Na de start reed Villeneuve trager dan hij zou kunnen, om Michael Schumacher op te houden in de hoop dat de Duitser posities zou verliezen. Echter,  Schumacher was ook wakker en besloot Mika Häkkinen ook op te houden zodat zijn teamgenoot Eddie Irvine zowel Häkkinen als Schumacher voorbij ging, zodat Irvine vervolgens Villeneuve kon aanvallen.
Irvine deed dit met succes en ging aan de leiding van de wedstrijd.
Villeneuve maakte geen aanstalten om zijn tempo te verhogen tot aan de pitstops, waarbij Schumacher eerder naar binnen ging.
Toen Villeneuve na zijn stop naar buiten kwam probeerde hij Schumacher af te snijden, maar hij reageerde scherp en bleef de Canadees voor.
Nu waren de rollen omgekeerd: Irvine vertraagde, liet Schumacher voorbij en hield vervolgens Villeneuve op.
Toen Villeneuve ook nog eens wat problemen had tijdens zijn tweede stop viel hij terug naar de vijfde plaats, waardoor hij met één punt voorsprong op Schumacher naar de laatste race zou gaan.
Na de race werd het beroep van Williams tegen de diskwalificatie afgewezen, waardoor hij zijn vijfde plaats definitief af moest geven.

## Uitslag
| Positie | Nummer | Rijder                | Team              | Ronden | Tijd/Opgave            | Startplaats | Punten |
| ------- | ------ | --------------------- | ----------------- | ------ | ---------------------- | ----------- | ------ |
| 1       | 5      | Michael Schumacher    | Ferrari           | 53     | 1:29:48.446            | 2           | 10     |
| 2       | 4      | Heinz-Harald Frentzen | Williams-Renault  | 53     | +1.378                 | 6           | 6      |
| 3       | 6      | Eddie Irvine          | Ferrari           | 53     | +26.384                | 3           | 4      |
| 4       | 9      | Mika Häkkinen         | McLaren-Mercedes  | 53     | +27.129                | 4           | 3      |
| 5       | 7      | Jean Alesi            | Benetton-Renault  | 53     | +40.403                | 7           | 2      |
| 6       | 16     | Johnny Herbert        | Sauber-Petronas   | 53     | +41.630                | 8           | 1      |
| 7       | 12     | Giancarlo Fisichella  | Jordan-Peugeot    | 53     | +56.825                | 9           |        |
| 8       | 8      | Gerhard Berger        | Benetton-Renault  | 53     | +1:00.429              | 5           |        |
| 9       | 11     | Ralf Schumacher       | Jordan-Peugeot    | 53     | +1:22.036              | 13          |        |
| 10      | 10     | David Coulthard       | McLaren-Mercedes  | 52     | Motor                  | 11          |        |
| 11      | 1      | Damon Hill            | Arrows-Yamaha     | 52     | +1 Ronde               | 17          |        |
| 12      | 2      | Pedro Diniz           | Arrows-Yamaha     | 52     | +1 Ronde               | 16          |        |
| 13      | 18     | Jos Verstappen        | Tyrrell-Ford      | 52     | +1 Ronde               | 21          |        |
| DQ      | 3      | Jacques Villeneuve    | Williams-Renault  | 53     | Gediskwalificeerd      | 1           |        |
| NF      | 21     | Tarso Marques         | Minardi-Hart      | 46     | Versnellingsbak        | 20          |        |
| NF      | 19     | Mika Salo             | Tyrrell-Ford      | 46     | Motor                  | 22          |        |
| NF      | 14     | Olivier Panis         | Prost-Mugen-Honda | 36     | Motor                  | 10          |        |
| NF      | 15     | Shinji Nakano         | Prost-Mugen-Honda | 22     | Wiellager              | 15          |        |
| NF      | 20     | Ukyo Katayama         | Minardi-Hart      | 8      | Motor                  | 19          |        |
| NF      | 22     | Rubens Barrichello    | Stewart-Ford      | 6      | Spin                   | 12          |        |
| NF      | 23     | Jan Magnussen         | Stewart-Ford      | 3      | Spin                   | 14          |        |
| DNS     | 17     | Gianni Morbidelli     | Sauber-Petronas   | 0      | Ongeluk in oefensessie | 23          |        |

## Wetenswaardigheden
- Met deze overwinning kwam Michael Schumacher gelijk met Jackie Stewart  in de ranglijst van het aantal overwinningen

## Statistieken
| Pole-position | Jacques Villeneuve    | Williams-Renault | 1:36.071 |
| Snelste ronde | Heinz-Harald Frentzen | Williams-Renault | 1:38.942 |

## Noot
- Dit was de honderdste Grand Prix-start voor Michael Schumacher. Hiermee was Schumacher de veertigste coureur die minstens 100 Grands Prix had gereden.
- Vijfde snelste ronde voor Heinz-Harald Frentzen.

1976 · 1977 · 1987 · 1988 · 1989 · 1990 · 1991 · 1992 · 1993 · 1994 · 1995 · 1996 · 1997 · 1998 · 1999 · 2000 · 2001 · 2002 · 2003 · 2004 · 2005 · 2006 · 2007 · 2008 · 2009 · 2010 · 2011 · 2012 · 2013 · 2014 · 2015 · 2016 · 2017 · 2018 · 2019 · 2022 · 2023 · 2024 · 2025